# 长序乌头
长序乌头（学名：Aconitum dolichostachyum）为毛茛科乌头属下的一个种。

## 扩展阅读
- 維基物種上的相關：长序乌头